# Drew Brophy

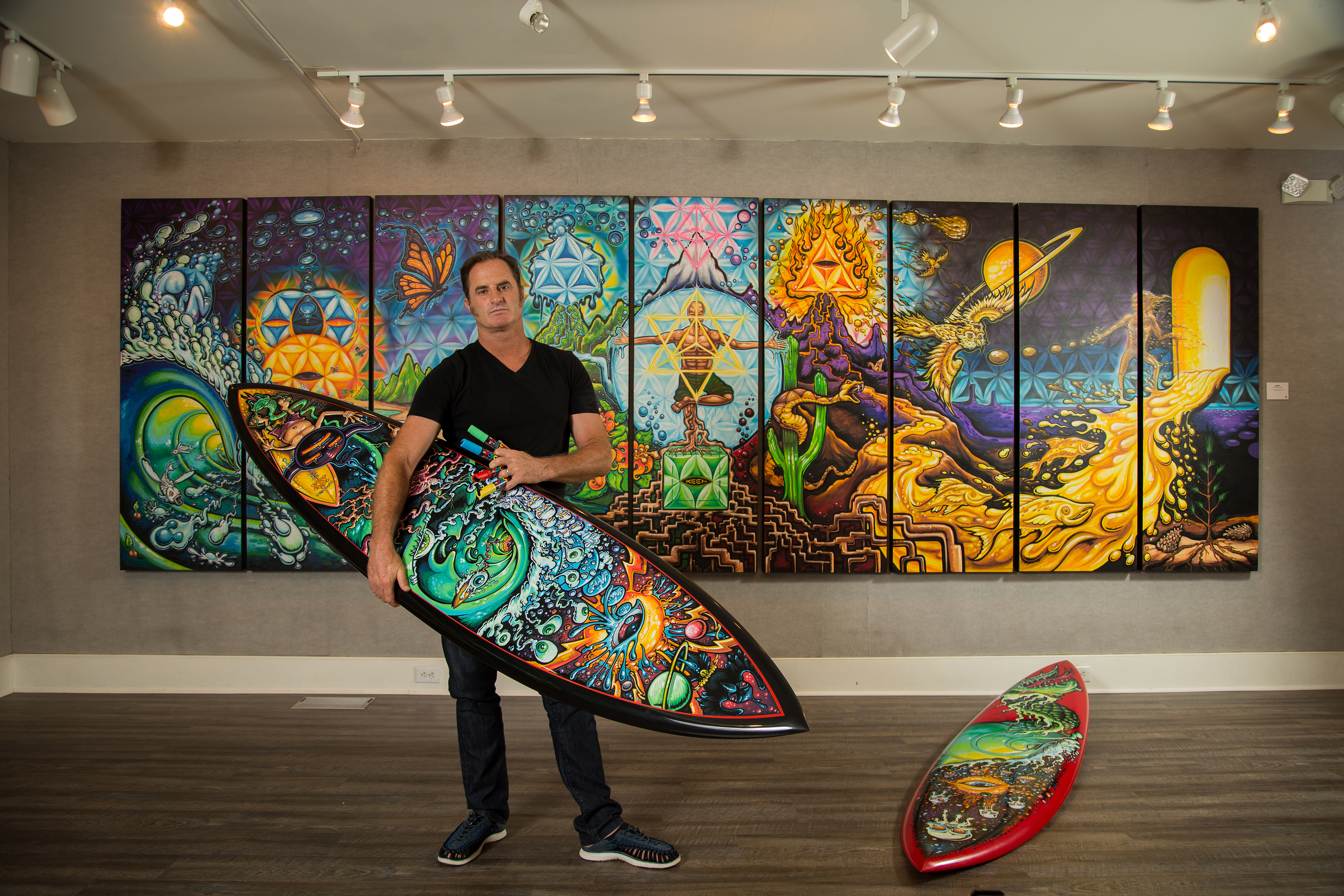
Drew Brophy em 018

Drew Brophy, artista e surfista norte-americano nascido no ano de 1971 desenvolveu seu estilo surreal com uma ótima variedade de cores, suas principais influencias Rick Griffin Salvador Dali, Picasso, Chris Lundy, sua arte utiliza uma variedade infinita de cores vivas e vibrantes inspiradas na natureza.
Ele começou a pintar pranchas de surf ainda jovem era local do sul da califórnia, viajou através do mundo e seu trabalho artístico ajudou a pagar suas surf trips, cada dia evoluindo mais sua arte, se mudou para havaii onde viveu por alguns anos e surfou em pipeline, voltou para a califórnia em 1996 usando sua arte como ferramenta hoje vive casado com sua esposa Maria e seu filho Dylan
Foi o piorneiro da arnte em prancha que o tornou mudiallmente conhecido, as pranchas dele são vendidas em galerias e estabelecimentos comerciais ao redor do mundo, personalizando para colecionadores famosos como kid rock, matley cruie’s, eddie vdder e vince cracker
Drew contribui com organizações Como a Surfrider Foundation e Ocean Institute para a preservação do oceano.
Atualmente da palestras, cursos, workshops em escolas sobre sua arte e até vende licenças para a pintura.
ja trabalhou para a empresa…Lost enterprises o que deu grande parte de sua fama, pois foi ele que difundiu o estilo agressivo da marca, sua frase de efeito é "life is good" ou seja a vida é boa… em suas pinturas consegue exatamente retratar isso com a levesa de seus traços grossos com fluides e ainda cores vivas